# Fiat Auto Monde
Cette liste regroupe les modèles automobiles qui ont été fabriquées dans un passé plus ou moins lointain ou sont actuellement toujours fabriqués en 2022 (en caractères gras) dans les usines Fiat Group Automobiles ou sous licence Fiat Auto ailleurs qu'en Italie. (Mise à jour : 26 avril 2022)

## Afrique du Sud-Fiat South Africa(1950-2008)
- Fiat 600
- Fiat 1100-103
- Fiat 2300
- Fiat 1500
- Fiat 850
- Fiat 124 & 124 ST
- Fiat 125 & 125 S
- Fiat 131 131S & 131 SW
- Fiat 132
- Fiat Uno
- Fiat Palio
- Fiat Siena

Arrêt en 1983 pour cause d'apartheid mais la Uno a continué à être assemblée par la filiale de Nissan jusqu'en 2008 avec des composants brésiliens, 
- Fiat Uno CS
- Fiat Mille
- Fiat Palio

## Allemagne(1922-1971)

### Fiat-NSU1922-1957
- Fiat-NSU 521
- Fiat-NSU 500
- Fiat-NSU 508

### Fiat Neckar1958-1971
- Neckar Weinsberg
- Neckar Jagst
- Neckar Europa
- Neckar 1500 TS
- Neckar Adria
- Fiat 124
- Fiat 125
- Fiat 128

## Argentine-Fiat Concord(1960- en activité)
- Fiat 1100
- Fiat 600
- Fiat 1500
- Fiat Regatta
- Fiat 1600
- Fiat 125
- Fiat 147
- Fiat 128
- Fiat Uno CS
- Fiat Duna
- Fiat Fiorino
- Fiat Palio
- Fiat Siena
- Fiat Palio (2012)
- Fiat Cronos

## Autriche

### Austro-FIAT(1907-1938)
- Austro-Fiat 9-24 PS - 1920
- Austro-Fiat 9-32 PS - 1923

### Fiat-Steyr(1948-1975)
- Fiat Steyr 1100B & BLR
- Fiat Steyr 1100E & ELR
- Fiat Steyr 2000
- Fiat Steyr 2300
- Fiat Steyr 500C Topolino
- Fiat Steyr 1100-103 N - TV - Familiale
- Fiat Steyr 600
- Fiat Steyr 600 Multipla
- Fiat Steyr 500
- Fiat Steyr 650
- Fiat Steyr 126

## Belgique-Fiat-SAMAF(1957-1968)
- Fiat 600
- Fiat 1100-103D
- Fiat Urania
- Fiat Nettunia
- Fiat 1500

## Brésil-Fiat Automoveïs(1974-en activité)
- Fiat 147
- Fiat Fiorino
- Fiat Oggi
- Fiat 147 Panorama
- Fiat Uno CS
- Fiat Duna Elba / Premio
- Fiat Tempra
- Fiat Palio
- Fiat Palio SW
- Fiat Tipo
- Fiat Siena
- Fiat Brava
- Fiat Marea
- Fiat Strada
- Fiat Mille
- Fiat Doblò
- Fiat Stilo
- Fiat Idea
- Fiat Bravo
- Fiat Grande Punto
- Fiat Linea
- Fiat Novo Uno
- Fiat Palio (2012)
- Fiat Grand Siena
- Fiat Fiorino (2014)
- Fiat Toro
- Fiat Mobi
- Fiat Argo
- Fiat Pulse

## Chili-Fiat Chile(1962-1983)
- Fiat 600
- Fiat 1100D
- Fiat 1500
- Fiat 125 - la voiture officielle du Président Salvador Allende
- Fiat 147
- Fiat 132
- Fiat Ritmo
- Fiat Fiorino
- Fiat Argenta

## Chine(1987-en activité)
- Fiat Fiorino (1987-90)

### Fiat-Nanjing(1999-2007)
- Fiat Palio
- Fiat Palio SW
- Fiat Siena
- Fiat Perla

### Zotye(2005-en activité)
- Fiat Palio vendue comme Zotye Z200HB
- Fiat Siena vendue comme Zotye Z200
- Fiat Multipla vendu comme Zotye M300
- Fiat Doblò (projet non finalisé)
- Lancia Lybra (projet non finalisé)

### Fiat-GAIC(2008-en activité)
- Fiat Viaggio
- Fiat Ottimo
- Jeep Renegade
- Compass (2016)
- Cherokee (2014)

## Colombie-Compañía Colombiana Automotriz(1969-84)
- Fiat 600
- Zastava 750
- Zastava 1300
- Fiat 124
- Fiat 128 - Zastava 128
- Fiat 147
- Fiat 131
- Fiat Polski 126P
- Fiat Polski 125P
- Fiat Polski 131P

## Corée du Nord-Pyonghwa Motors(2002-04)
- Fiat Siena
- Fiat Doblò

## Espagne

### Fiat Hispania(1919-35)
- Hispano 514

### SEAT(1953-1982)
- SEAT 1400
- SEAT 600
- SEAT 800
- SEAT 1500
- SEAT 850
- SEAT 850 Coupé
- SEAT 850 Spider
- SEAT 124
- SEAT 1430
- SEAT 124 Sport
- SEAT 127 - SEAT Fura
- SEAT 132
- SEAT 131
- SEAT 128 3P
- SEAT 1200 Sport
- SEAT 133
- SEAT Ritmo - SEAT Ronda
- SEAT Panda
- SEAT Trans

## États-Unis-Fiat Motor Corporation(1908-1920)
- Fiat 35 HP Modèle identique à l'original italien (1910-12)
- Fiat 50 HP (1911-13)
- Fiat Tipo 54 Series Touring - Runabout - Phaeton (1913-14)
- Fiat Tipo 56 Series Touring - Landaulet - Limousine - Runabout - Phaeton (1913-16)
- Fiat Tipo 55 Series Roadster - Touring - Landaulet - Limousine (1914-18)
- Fiat Tipo 50 Series Berline - Landaulet - Limousine - Roadster - Touring (1915-18)
- Fiat Tipo 55E17
- Fiat 500 "America"
- Fiat 501 Series Touring - Sedan - Coupé
- Fiat 505 Series Touring - Landaulet - Limousine - Brougham - Sedan
- Fiat 510 Series Touring - Landaulet - Limousine - Sedan

### Fiat Chrysler Automobiles(2009-en activité)
- marques Chrysler - Dodge - Jeep - Ram trucks - SRT & Mopar

## France-Simca(1932-1962)
- Simca-Fiat 6cv
- Simca-Fiat 11cv
- Simca 5
- Simca 6
- Simca 8
- Simca Aronde
- Simca 1000

## Inde(1950-en activité)

### Premier PAL(1950-1997)
- Fiat 500 Topolino
- Fiat 1100-103
- Premier Padmini
- Premier 118N

### Fiat India(1997-en activité)
- Fiat Uno
- Fiat Palio
- Fiat Palio SW
- Fiat Siena
- Fiat Linea
- Fiat Grande Punto
- Jeep Renegade
- Jeep Compass (2016)

## Mexique-Fiat Chrysler Automobiles(2011-en activité)
- Fiat 500 USA berline,
- Fiat 500 USA cabriolet,
- Fiat 500 USA Abarth,
- Fiat 500e électrique,
- Fiat Freemont, SUV Monospace.
- Fiat Ducato commercialisé comme Ram ProMaster aux Etats Unis et Canada
- Fiat Tipo (2016) berline tri-corps assemblée en CKD et commercialisée sous le nom Dodge Neon

## Nouvelle-Zélande- Torino Motors
- Fiat 500, assemblage local avec quelques modifications de 1959 à 1969.
- Fiat 125T

## Pologne

### Fiat Polski(1930-39)
- Fiat Polski 524
- Fiat Polski 508 I & III Junak
- Fiat Polski 618 Grom (petit camion & autobus)
- Fiat Polski 518 Mazur
- Fiat Polski 518 III Łazik
- Fiat Polski 621 & 621L (petit camion & autobus)
- Fiat 1500 6 cylindres
- Fiat 1100
- Fiat 500 Topolino

### Polski Fiat(1967-1982)
- Fiat Polski 125P
- Fiat Polski 125P SW
- Polski Fiat 125P Pick-up
- Fiat Polski 127P
- Fiat 128 3P
- Fiat Polski 132P
- Fiat Polski 131P
- Fiat Ritmo
- Zastava 1100

### FSO&FSM(1983-1991)
- FSO 125p
- FSO Polonez - Caro - Atu
- Fiat 126P by FSM
- Fiat Cinquecento

### Fiat Auto Poland(1992-en activité)
- Fiat 126 Bis
- Fiat Cinquecento
- Fiat Uno
- Fiat Siena
- Fiat Palio
- Fiat Palio SW
- Fiat Albea
- Fiat Seicento - 600
- Fiat Panda II
- Fiat 500 II
- Ford Ka II
- Lancia Ypsilon (2011)

## Russie-Sollers JCS(2007-2011)
- Fiat Albea
- Fiat Palio
- Fiat Doblò
- Fiat Linea,
- Fiat Ducato

## Yougoslavie-Zastava-Yugo(1953-2000)
- Campagnola AR55
- Zastava 1400
- Zastava 1100B
- Zastava 1100 T
- Zastava 600
- Zastava 600 Kombi
- Zastava 750
- Zastava 1300
- Zastava 850
- Zastava 900 E
- Zastava 128
- Zastava 101 /Skala 55, base Fiat 128
- Yugo Koral 45
- Yugo Uno 45R
- Lada 1101
- Zastava 125PZ
- Yugo 45/55/60
- Zastava Florida
- Zastava Ducato
- Zastava Z10

## Serbie-Fiat Srbija(2006-en activité)
- Fiat Punto II
- Fiat 500L
- Fiat 500L Living
- Fiat 500L Trekking

## Turquie-Fiat-Tofaş(1971-en activité)
- Tofaş 124 Murat
- Tofaş 131 Murat, Şahin, Doğan et Kartal : correspondant aux Fiat 131 de base, luxe et break
- Fiat Regata
- Fiat Tempra
- Fiat Tipo
- Fiat Uno
- Fiat Brava
- Fiat Palio
- Fiat Siena, Fiat Albea, Petra
- Fiat Marea
- Fiat Doblò 1re série (223)
- Fiat Linea
- Fiat Doblò 2e série (263), commercialisé comme Opel Combo et Ram ProMaster City
- Fiat Fiorino II et ses clones Peugeot Bipper, Citroën Nemo
- Fiat Tipo (2016) renommée Fiat Egea en Turquie

## Venezuela

### FIAV C.A.(1960-1999)
- Fiat 124
- Fiat 238
- Fiat 131 Mirafiori et SuperMirafiori.
- Fiat 132
- Fiat 147
- Fiat Ritmo
- Fiat Regata
- Fiat Tempra
- Fiat Tipo
- Fiat Uno Premio
- Fiat Palio

### Fiat Chrysler Venezuela (2011-en activité)
- Fiat Siena/Dodge Forza

## Viêt Nam-Mekong Auto(1995-x?)
- Fiat Tempra
- Fiat Siena - Albea
- Fiat Doblò